# ایرتیوبیاک
ایرتیوبیاک (انگلیسی: Irtyubyak) یک شهرک در شهرستان کوگارچینسکی جمهوری باشقیرستان در کشور روسیه است.